# Franz Commer
Franz Aloys Theodor Commer (* 23. Januar 1813 in Köln; † 17. August 1887 in Berlin) war ein deutscher Kirchenmusiker und Musikforscher.

## Leben
Seine Eltern waren der Kunsttischler Theodor Commer (1773–1853) und dessen Ehefrau Maria Rohr (1774–1852) aus Gladbach.
Seine erste Ausbildung erhielt Commer bei Carl Leibl in Köln, wo er 1828 auch eine erste Anstellung als Organist erhielt. 1832 ging er zur weiteren Ausbildung nach Berlin, wo er am Königlichen Musik-Institut sein Orgelspiel bei August Wilhelm Bach vervollkommnete und Kompositionsunterricht bei Carl Friedrich Rungenhagen erhielt. Nebenbei besuchte er in der Berliner Universität Vorlesungen zur Musik bei Adolf Bernhard Marx. In der Bibliothek des Königlichen Musikinstituts – die auf die wertvolle Bibliothek des Bach-Forschers Johann Nikolaus Forkel zurückgeht und 1845 von der Königlichen Bibliothek übernommen wurde – konnte er zahlreiche Meisterwerke des 16. und 17. Jahrhunderts studieren, die damals weitgehend vergessen waren, und verfasste als Erster einen Katalog der Sammlung. In dieser Zeit entstand seine lebenslange Freundschaft mit dem Musikwissenschaftler Carl von Winterfeld, der ihn bei seinen Studien unterstützte.
Am 24. Februar 1844 gründete er mit Theodor Kullak den Berliner Tonkünstler-Verein und erhielt im selben Jahr eine Stelle als Regens-Chori (Chordirigent) an der Berliner Hedwigskirche. 1845 wurde er zum Mitglied der Preußischen Akademie der Künste ernannt. 1850 übernahm er eine Stelle als Korrepetitor an der Königlichen Oper sowie als Gesangslehrer am Französischen Gymnasium. 1868 gründete er mit Robert Eitner die Gesellschaft für Musikforschung, der er viele Jahre als Präsident vorstand.
Commer machte sich vor allem als Herausgeber der Reihe Musica Sacra einen Namen, deren erster Band 1839 erschien. König Friedrich Wilhelm III. verlieh ihm dafür die Große Goldene Medaille für Kunst. Insgesamt erschienen 28 Bände.

### Familie
Er heiratete 1846 in Berlin Marie von Aster (1823–1915), eine Tochter des preußischen Generals Ernst Ludwig von Aster. Das Paar hatte mehrere Kinder, darunter:
- Ernst (* 18. Februar 1847; † 24. April 1928),  Professor für katholische Dogmatik und Philosophie in Breslau, Liverpool, Münster und Wien;[1]
- Clara (* 30. Dezember 1856 in Berlin; † 23. Juni 1937 in Graz), Schriftstellerin und Übersetzerin[2]

## Kompositionen
- Chöre zu den „Fröschen“ des Aristophanes, 1842
- Preußens Fest-Herolde. Eine Cantate zum 15ten Oktober 1844, für Männerchöre und Orchester
- Der Zauberring, nach einem Gedicht von Anton Wilhelm von Zuccalmaglio, für Männerstimmen und Orchester, 1844